# Aéroport de Kaélé
Pour les articles homonymes, voir KLE.
L’aéroport de Kaélé (code IATA : KLE • code OACI : FKKH) est situé dans la région de l'Extrême-Nord, au Cameroun.

## Histoire
Construit pour désenclaver la CDFT, l’ancêtre de la Sodecoton, l'aérodrome de Kaélé recevait 2 vols par semaine. Situé dans le quartier préfectoral de Kaélé, il possède un centre de météorologie encore fonctionnel.
Le « bar escalade » de l'aéroport, jadis lieux de rencontre réputé de la ville est aujourd’hui sans toit.
L'armée Camerounaise s'est approprié le site. Le 41e bataillon d'appui s'y est installé.